# Thomas Ignatius Maria Forster
Pour les articles homonymes, voir Forster.
Thomas Ignatius Maria Forster est un astronome et un naturaliste britannique, né le 9 novembre 1789 à Londres et mort le 2 février 1860 à Bruxelles.

## Biographie
Il est le fils du naturaliste britannique Thomas Furly Forster (1761-1825) et de Susanna Williams. Il étudie d’abord le droit, puis la médecine. Il obtient son Bachelor of Medicine à l'université de Cambridge en 1819. Il se marie avec Julia Beaufoy en 1817.
Il est membre de la Société linnéenne de Londres et de la Royal Astronomical Society. Après le passage d'une comète en 1811, il s'intéresse à ce domaine et en découvrit une en 1819 et travaille sur un projet de calendrier perpétuel (1824).
Il fait paraître Researches about Atmospheric Phenomena (1812), Liber rerum naturalium (1805), Perpetual Calendar (1824), Recueil de ma vie (1835), Observations sur l’influence des comètes (1836), Sati (1843) et Epistolarium Forsterianum.
Il étudie l’influence de l’atmosphère sur les maladies, notamment le choléra.

## Liste partielle des publications
- Observations of the natural history of the swallows : with a collateral statement of facts relative to their migration, and to their brumal torpidity : and a table of reference to authors : illustrated by figures of five species, engraved on wood, by Willis : to which is added, A general catalogue of British birds, with the provincial names for each, &c. &c. &c.[2] (Londres, 1817) ;
- Researches About Atmospheric Phenomena[1] (Londres, 1812, 1823) ;
- Essai sur l'influence des comètes (1836) ;
- Annales d'un Physicien Voyageur (Bruges, 1848).